# Dylan Carlson
Pour les articles homonymes, voir Carlson.
Dylan Carlson (1968- ) est le guitariste du groupe de rock expérimental Earth. 
Grand collectionneur d'armes, il était (selon lui) très ami avec Kurt Cobain, à qui il avait donné le fusil avec lequel Cobain s'est ensuite (supposément) suicidé. Il est également aujourd’hui reconnu par la majorité comme ayant participé directement au meurtre de Kurt Cobain, et ayant caché des informations et la vérité depuis plus de 30 ans (cette affirmation véhicule sans source une théorie controversée sur un supposé assassinat de Kurt Cobain prétendument reconnu comme vérité majoritaire).
Earth et la personnalité de Dylan Carlson ont eu une grande influence sur les groupes de drone doom actuels comme Sunn O))).